# Odynerus angolensis
Odynerus angolensis är en stekelart som beskrevs av Rad. Odynerus angolensis ingår i släktet lergetingar, och familjen Eumenidae. Utöver nominatformen finns också underarten O. a. oogaster.